# 4 (album de Foreigner)
Pour les articles homonymes, voir 4 (nombre).
Albums de Foreigner
Head Games
(1979) Records
(1982)
Singles
1. Urgent
Sortie : 22 juin 1981
2. Waiting for a Girl Like You
Sortie : Septembre 1981
3. Juke Box Hero
Sortie : 21 janvier 1982
4. Break It Up
Sortie : 11 mai 1982
5. Luanne
Sortie : 28 août 1982

4 est le quatrième album studio de Foreigner, sorti le 4 juillet 1981.
Tous les titres de l'album ont été composés par les membres du groupe.
Premier album dans une formule à quatre musiciens à la suite du départ d'Al Greenwood et de Ian McDonald, 4 s'est classé 1er au Billboard 200.
L'album a été réédité en 2002 avec deux chansons supplémentaires qui sont des versions acoustiques des titres originaux.

## Contexte et écriture
L'album devait à l'origine intitulé Silent Partners et plus tard a été changé pour 4, reflétant à la fois le fait qu'il s'agissait du quatrième album de Foreigner et que le groupe était maintenant réduit à quatre membres. En 1981, le studio d'art Hipgnosis a été invité à concevoir une couverture basée sur le titre original, et ils ont développé une image en noir et blanc d'un jeune homme au lit avec une paire de jumelles suspendues dans les airs. Le design résultant a été rejeté par le groupe car ils estimaient qu'il était "trop homosexuel". La couverture de remplacement pour 4 a été conçue par Bob Defrin et inspirée d'un chef de file à l'ancienne. Hipgnosis est toujours crédité de la conception des maisons de disques.
Ian McDonald et Al Greenwood ont quittés avant l'enregistrement de l'album, en partie parce qu'ils voulaient jouer un rôle plus important dans l'écriture des chansons, tandis que Mick Jones voulait contrôler l'écriture avec Lou Gramm. En conséquence, toutes les chansons de l'album sont des compositions de Jones et Gramm. McDonald et Greenwood avaient joué du saxophone et des claviers, respectivement, et plusieurs musiciens de session étaient donc nécessaires pour remplacer leurs contributions, parmi lesquels Junior Walker, qui jouait le solo de saxophone dans le pont de "Urgent", et le jeune Thomas Dolby, qui a rapidement mis à profit cette collaboration pour une carrière solo réussie.
L'album a mis 10 mois à produire. Pendant ce temps, ils sont passés du début du travail au studio d'enregistrement de midi à celui de minuit. Ce changement d'horaire a contribué à inspirer la chanson d'ouverture de l'album, "Night Life". C'était un grand mélange de beaucoup de personnages différents - c'était donc l'inspiration pour la chanson d'ouverture, "Night Life".

## Réception
Les éditeurs de Classic Rock ont décrit l'album comme étant le « chef-d'œuvre » de Foreigner. Le critique d'Ultimate Classic Rock, Matt Wardlaw, a noté quatre des chansons de 4 - Juke Box Hero, Waiting for a Girl Like You, Urgent et Night Life parmi les 10 meilleures chansons de Foreigner. Le critique d'Ultimate Classic Rock Eduardo Rivadavia a classé deux des chansons de 4 - Girl on the Moon et Woman in Black parmi les 10 chansons les plus sous-estimées de Foreigner. Le critique de rock classique Malcolm Dome a également noté deux chansons sur l'album, mais deux différentes, parmi les 10 plus sous-estimées de Foreigner - I'm Gonna Win, qu'il compare à Juke Box Hero, au n ° 8 et Night Life – qu'il loue pour son « énergie confiante », au numéro 1.
Jones a classé trois des chansons de 4 (Urgent, Juke Box Hero et Girl on the Moon) comme faisant partie de ses 11 chansons préférées de Foreigner.

## Liste des titres
| 1. | Night Life                  | 3:11 |
| 2. | Juke Box Hero               | 4:29 |
| 3. | Break It Up                 | 3:48 |
| 4. | Waiting for a Girl Like You | 4:11 |
| 5. | Luanne                      | 3:48 |

| 1. | Urgent           | 4:51 |
| 2. | I'm Gonna Win    | 4:18 |
| 3. | Woman in Black   | 4:42 |
| 4. | Girl on the Moon | 3:49 |
| 5. | Don't Let Go     | 4:49 |

| 11. | Juke Box Hero (Nearly unplugged version)               | 3:06 |
| 12. | Waiting for a Girl Like You (Nearly unplugged version) | 2:50 |

## Musiciens
- Lou Gramm : chant, percussions
- Mick Jones : guitare, claviers, chœurs
- Rick Wills : basse, chœurs
- Dennis Elliott : batterie, chœurs

### Musiciens additionnels
- Thomas Dolby – synthétiseurs
- Larry Fast – synthétiseur séquentiel (2, 3, 10)
- Bob Mayo – claviers (3, 4)
- Michael Fonfara – claviers (6, 9)
- Hugh McCracken – guitare slide (9)
- Mark Rivera – saxophone (3, 6), chœurs
- Junior Walker – saxophone solo (6)
- Ian Lloyd – chœurs
- Robert John "Mutt" Lange - chœurs

## Production
- Produit par Robert John "Mutt" Lange et Mick Jones
- Enregistré et conçu par Dave Wittman (ingénieur en chef) et Tony Platt (pistes de base).
- Deuxième ingénieur - Brad Samuelsohn
- Assistants ingénieurs – Edwin Hobgood et Michel Sauvage
- Masterisé par George Marino au Sterling Sound (New York, NY).
- Direction artistique – Bob Defrin
- Conception - Hipgnosis
- Gestion - Bud Prager

## Certifications
| Pays        | Association  | Certification | Ventes     |
| ----------- | ------------ | ------------- | ---------- |
| Allemagne   | BVMI         | Platine       | 500 000+   |
| Australie   | ARIA         | Platine       | 70 000+    |
| Canada      | Music Canada | 4 × Platine   | 400 000+   |
| États-Unis  | RIAA         | 6 × Platine   | 6 000 000+ |
| France      | SNEP         | Or            | 100 000+   |
| Royaume-Uni | BPI          | Platine       | 300 000+   |